# Indywidualne Mistrzostwa Świata Juniorów na Żużlu 1993
Indywidualne Mistrzostwa Świata Juniorów na Żużlu 1993 – cykl turniejów żużlowych mających wyłonić najlepszych żużlowców do lat 21 na świecie. Tytuł wywalczył Brytyjczyk Joe Screen.

## Finał
- 14 sierpnia 1993 r. (sobota),  Pardubice (Plochodrážní stadion Svítkov)

| Msc. | Zawodnik           | Kraj              | Pkt   |             |  |
| ---- | ------------------ | ----------------- | ----- | ----------- |  |
| 1    | Joe Screen         | Wielka Brytania   | 14 +3 | (3,3,2,3,3) |  |
| 2    | Mikael Karlsson    | Szwecja           | 14 +2 | (2,3,3,3,3) |  |
| 3    | Rune Holta         | Norwegia          | 10 +3 | (3,2,2,2,1) |  |
| 4    | Piotr Baron        | Polska            | 10 +2 | (1,d,3,3,3) |  |
| 5    | Josh Larsen        | Stany Zjednoczone | 8     | (d,2,2,1,3) |  |
| 6    | Piotr Protasiewicz | Polska            | 8     | (0,1,3,2,2) |  |
| 7    | Tomasz Bajerski    | Polska            | 8     | (3,1,1,1,2) |  |
| 8    | Tomáš Topinka      | Czechy            | 7     | (2,2,3,0,w) |  |
| 9    | Antonín Šváb       | Czechy            | 7     | (2,3,0,1,1) |  |
| 10   | Grzegorz Rempała   | Polska            | 7     | (1,0,1,3,2) |  |
| 11   | Niklas Klingberg   | Szwecja           | 7     | (1,2,1,2,1) |  |
| 12   | Jacob Olsen        | Dania             | 6     | (2,1,0,1,2) |  |
| 13   | Rene Madsen        | Dania             | 4     | (0,1,1,2,0) |  |
| 14   | Marián Jirout      | Czechy            | 3     | (3,0,0,0,d) |  |
| 15   | Adam Łabędzki      | Polska            | 2     | (d,t,2,0,d) |  |
| 16   | Stefan Ekberg      | Szwecja           | 1     | (1,0,d,0,0) |  |
|      | rez. Ben Howe      | Wielka Brytania   | 3     | (3)         |  |